# کتاب صوتی

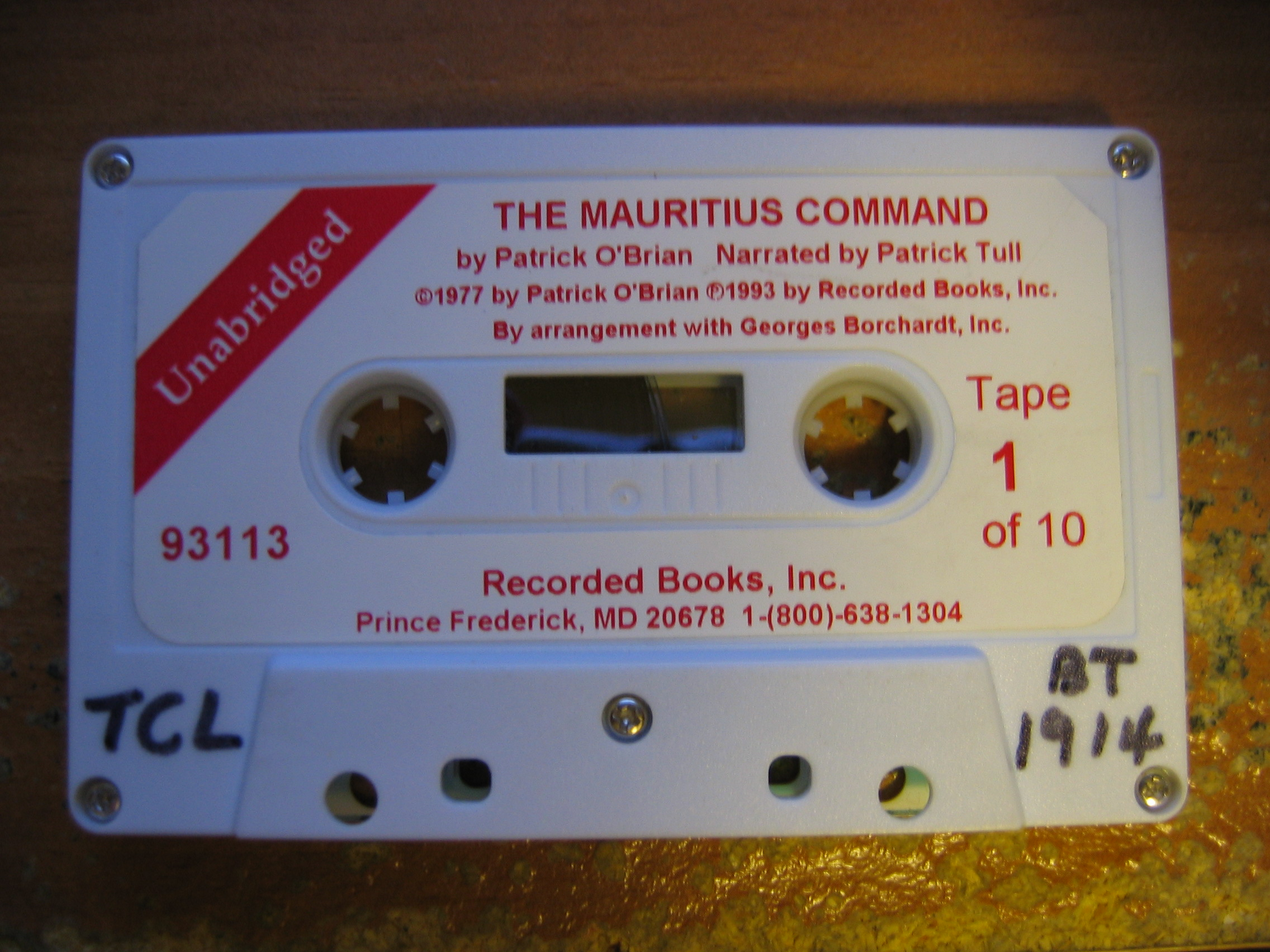
نوار کاست از مهم‌ترین اشکال کتاب گویاست

کتاب گویا یا کتاب صوتی، متن کتابی است که توسط یک یا چند گوینده خوانده و به صورت ضبط شده درمی‌آید. آن می‌تواند به صورت نمایشنامه اجرا شود یا ممکن است با موسیقی یا جلوه‌های صوتی همراه باشد. گاهی نویسنده با صدای خودش کتاب را می‌خواند و گاهی گویندگان حرفه‌ای این کار را انجام می‌دهند.

## تاریخچه
در ایران کتاب گویا نخستین بار در پاسخ به نیاز نابینایان در سال ۱۹۲۹ توسط دکتر علی اصغر آموزگار که خود نابینا بود ارائه شد ولی به سرعت و به دلیل جذابیت مورد استقبال عموم مردم قرار گرفت. تاریخچه تولید و رواج این کتاب‌ها به سال ۱۹۳۱ میلادی برمی‌گردد زمانی که در ایالات متحده آمریکا اولین بار این نوع کتاب‌ها برای نا بینایان تحت پروژه‌ای به نام «پروژه کتاب برای افراد نابینا» مطرح شد و اولین کتاب گویا حدود ۷۹ سال پیش در سال ۱۹۳۲ میلادی تولید شد. هم‌اکنون کتاب گویا پدیده‌ای شناخته شده در کشورهای توسعه یافته می‌باشد. این کتاب‌ها در دسته‌بندی‌های مختلف شامل داستان، رمان، کودک و نوجوان، مذهبی، آموزشی، علمی، هنری و … می‌باشد. بعدها با اختراع و گسترش استفاده از نوار کاست و به دلیل سهولت استفاده از این کتاب‌ها و زیبایی و جذابیت آن‌ها مورد استفاده عموم مردم قرار گرفت و ناشران کتاب، حجم وسیعی از کتاب‌های خود را بدین شکل تولید نمودند. به‌طوری‌که امروزه تقریباً این نوع کتاب‌ها در اکثر زمینه‌ها تولید و مورد استفاده قرار می‌گیرند.
محبوبیت پخش‌کننده‌های صوتی همراه مانند آی‌پاد، کتاب‌های صوتی را برای استفاده مردم رایج‌تر کرده است. این امر به گسترش ناگهانی کتاب‌های تولید شده از پروژه‌هایی نظیر لیبریوکس شده است؛ که افراد داوطلب را برای خواندن کتاب‌ها سازماندهی می‌کند. کتاب‌های صوتی همچنین می‌توانند توسط نرم‌افزارهای گویا تولید شوند هرچند کیفیت صدا و روخوانی تولیدشده ممکن است در مقایسه با صدای انسان مطلوب نباشد. کتاب‌های صوتی همچنین توسط شرکت‌های انتفاعی به صورت آنلاین منتشر می‌شوند. بهای کتاب‌های صوتی که روی سی‌دی یا کاست منتشر می‌شوند اغلب بیش از نسخه‌های چاپی با جلد سخت است. کتاب‌های صوتی که با پیاده کردن از اینترنت خریداری می‌شوند اغلب کمی ارزان‌تر از نسخه‌های چاپی با جلد سخت، اما گران‌تر از نسخه‌های چاپی با جلد شمیز هستند. به‌طور کلی کتاب‌های صوتی ارائه شده در غالب لوح فشرده مخاطبان بیشتری دارند؛ در سال ۲۰۰۵ نوار کاست ۱۶ درصد، لوح فشرده ۷۴ درصد و لینک‌های قابل دانلود ۹ درصد از بازار کتاب‌های گویا را به خود اختصاص داده است. بر اساس نتایج تحقیقی در آمریکا، سود حاصل از این صنعت در سال ۲۰۰۵ در این کشور بیش از ۸۷۱ میلیون دلار بوده است.

## تولید کتاب صوتی
برخلاف تولید کتاب‌های کاغذی که نیازمند مواد و انرژی برای تولید آن است، تولید کتاب صوتی مقرون به صرفه می‌باشد.
برای تولید کتاب گویا به راوی و استودیو ضبط نیاز است. راوی می‌بایست توان تلفظ صحیح کتاب، لحن مناسب و قدرت اجرای یکسان در طول خوانش کتاب را داشته باشد؛ زیرا خوانش بسیاری از کتاب‌ها تا چندین ساعت بطول می‌انجامد. از طرف دیگر، بسیاری از کتب صوتی در سیستم‌های پخش داخل خودرو و هدفون افراد پخش می‌شوند، در نتیجه کیفیت متوسط به بالا از آن‌ها انتظار می‌رود که شامل نبود صداهای مزاحم، هام، نویزهای وسایل موتوردار مانند یخچال و فریزر، فن خنک‌کننده و غیره هست.

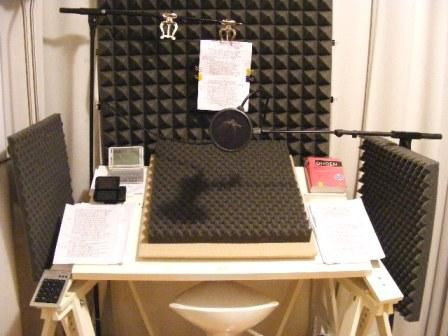
یک استودیوی تخصصی ضبط کتاب گویا

پیشنهاد می‌شود برای تولید کتاب صوتی، از فرمت جدید و بهینه اوپاس و صدای مونو استفاده شود تا حجم فایل نهایی کاهش چشمگیری یابد و در عین حال از کیفیت مطلوب برخوردار باشد.

## مزایای کتاب صوتی به نسبت رادیو
1. روش Push Technology در جذب مخاطب یعنی مخاطب کمترین قدرت انتخابی در محصولی که تحویل می‌گیرد دارد، مثلاً رادیو و تلویزیون، که کاربر کمترین قدرت انتخابی در انتخاب برنامه‌های آن دارد. روش Pull Technology در جذب مخاطب یعنی مخاطب بیشترین قدرت انتخاب را داشته و می‌تواند هر نوع شخصی‌سازی را در دریافت محصول نهایی داشته باشد. مخاطبان در پادکست و کتاب صوتی بیشترین قدرت را انتخاب برای گوش دادن به پادکست‌ها سلامت، ورزشی، اجتماعی و .. . را دارند.
2. در پادکست یا نوار صوتی امکان شنیدن هر بخش از صدا، جلو و عقب بردن آن در اختیار کاربر است. کاربر به هر تعداد بار که بخواهد می‌تواند به محتوای پادکست / نوار صوتی گوش کند. در حالی که رادیو و حتی رادیوهای اینترنتی چنین امکانی ندارند.
3. در این روش، مصرف‌کننده محتوای مورد نظر را توسط دستگاه‌های پخش غیر از رایانه نیز استفاده می‌کند و در زمان استفاده، لزوماً نیازی به دسترسی به کامپیوتر نیست. معمولاً دستگاه‌هایی که می‌توان پادپخش‌ها را روی آن‌ها شنید، همان دستگاه‌های پخش موسیقی دیجیتال هستند که عموماً بسیار کوچک و قابل حمل هستند. در نتیجه کاربر در هر زمان و مکانی قادر به استفاده از محتوای صوتی خواهد بود. محتوا پس از دریافت از اینترنت، بدون نیاز به ارتباط با اینترنت، قابل استفاده خواهد بود در حالی که در سایر روش‌ها، نیاز به حفظ ارتباط اینترنتی برای استفاده از محتوا وجود دارد.
4. در این روش، نیازی به مراجعه به وب گاه‌های مختلف برای دسترسی به انواع محتویات نیست و با تنظیم نرم‌افزار و افزودن نشانی پادپخش موردنظر به فهرست، کپی محتوا به رایانه و در نهایت به دستگاه پخش آن به‌طور اتوماتیک انجام شده و کاربر همیشه آخرین و جدیدترین اطلاعات را در دستگاه پخش مختوای صوتی خود خواهد داشت.

## فرمت‌ها
کتاب گویا به دو صورت روخوانی و نمایشنامه تولید می‌گردد. کتاب‌های گویا به اشکال مختلف بر روی نوار کاست، سی‌دی، فایل ام‌پی‌تری (MP3) و تحت‌وب مانند فروشگاه‌های آیتونز و آدیبل و غیره عرضه می‌شوند.
قالب محتوی صوتی به صورت خوانش متن است. اما در شرایطی که رادیو به عنوان رسانه‌ای در زمان (رسانه‌هایی که برای استفاده از آن باید در زمان خاصی آن را دریافت کنید) در حال کمرنگ تر شدن هست، نمایش‌نامه‌های صوتی نیز پای خود را به دنیای کتاب صوتی باز کرده‌اند. در این حال باید توجه داشت که خوانش کتاب صوتی به صورت نمایش‌نامه نیاز به تغییر در متن و دراماتیز شدن نوشته‌های آن مناسب برای لحن‌ها و آواست. به عنوان در بسیاری از کتاب‌های صوتی داستانی، راوی یا راویانی هستند که با تغییر آوا و لحن، شخصیت‌ها را می‌سازند، این بدان معناست که خطوط زیادی از داستان مانند 'گفت '، "نفس نفس می‌زد' و… حذف و تعدیل خواهد شد.
از طرف دیگر تفاوت کتاب صوتی و پادکست است که پادکست به صورت عام رسانه‌ای مجانیست. اما حقوق معنوی کتاب صوتی بنا به قوانین حق‌مولف به نویسنده و سرمایه‌گذار (بنا به نوع قرارداد تولید) وابسته است.

## نقض قوانین حق تألیف
کتاب صوتی مانند کتاب کاغذی شامل قوانین حق تألیف هست. تمامی حقوق این حق‌تألیف بنا بر نوع قرارداد میان نویسنده (صاحب اثر) و تولیدکننده یا سرمایه‌گذار و پخش‌کننده تقسیم می‌شود.